# Квайнбог (Коннектикут)
Квайнбог (англ. Quinebaug) — переписна місцевість (CDP) в США, в окрузі Віндем штату Коннектикут. 